# Südafrikanische Lamellenzahnratte
Die Südafrikanische Lamellenzahnratte (Otomys irroratus) ist mit einer Körperlänge von 13 bis 20 Zentimetern und einer Schwanzlänge von 5 bis 15 Zentimetern ein großer Vertreter aus der Familie der Langschwanzmäuse.

## Aussehen
Diese Tiere haben einen rundlichen Körperbau. Der große Kopf hat eine sehr flache Stirn. Die Vordergliedmaßen sind kurz, die hinteren Extremitäten sind etwas länger. Der Schwanz ist nur sehr spärlich behaart. Die Fellfarbe ist im Bereich des Kopfes braun. Der übrige Körper ist grau gefärbt.

## Verbreitung und Lebensraum
Die Südafrikanische Lamellenzahnratte kommt im südlichen Afrika von Simbabwe bis Südafrika vor. Dort bewohnt sie feuchte Grasländer und Sümpfe.

## Lebensweise und Fortpflanzung
Die Tiere sind sowohl tag- als auch nachtaktiv und suchen nach Pflanzensamen, Beeren und Gräsern, von denen sie sich ernähren. In Gewässernähe entziehen sie sich möglichen Fressfeinden durch Abtauchen ins Wasser. Die Weibchen sind im Alter von 10 Wochen geschlechtsreif, die Männchen nach 13 Wochen. Zu ihren natürlichen Feinden zählen vor allem größere Raubtiere. Der Schaden für die Landwirtschaft durch diese Tiere ist zwar gering, aber sie sind auch Überträger von Zecken und Krankheiten wie der Pest.

## Gefährdung und Schutzmaßnahmen
Obwohl einzelne Unterarten gefährdet sind, ist die Art an sich noch relativ weit verbreitet und wird daher von der IUCN als ungefährdet (Least concern) eingestuft.